# 하몽 하몽
《하몽 하몽》(스페인어: Jamón Jamón)은 1992년 개봉한 스페인의 드라마 영화이다. 비가스 루나가 감독과 공동각본을 맡았다. 1992 베네치아 영화제 은사자상 수상작이다.

## 출연

### 주연
- 스테파니아 산드렐리
- 안나 갈리에나
- 후안 디에고
- 페넬로페 크루즈
- 하비에르 바르뎀
- 조디 몰라

### 조연
- 이사벨 드 카스트로

## 기타
- 배역: 콘솔 튜라